# Sarah Bowden
Sarah Elizabeth Bowden (* 1983 oder 1984 in Australien) ist eine australische Theater- und Musicaldarstellerin sowie Opernsängerin. Sie lebte von Mitte der 2000er Jahre bis Ende der 2010er Jahre mit Unterbrechung in Deutschland und wirkte  vor allem in Berliner Musicals mit.

## Leben
Bowden machte 1999 ihren Abschluss an der Brent Street Performing Arts in Sydney. Sie spricht fließend Deutsch. 2013 gehörte sie zum Ensemble des Stücks Catch Me If You Can, für das Werner Sobotka Regie führte. Das Musical wurde in den Wiener Kammerspielen gezeigt. 2014 war sie im Stück Der helle Wahnsinn in der Rolle der Somalso zu sehen. 2016 wirkte sie im Stück A Chorus Line im Hollywood Bowl mit. Im selben Jahr war sie im Stück 9 to 5 am Zeltpalast Merzig in der Rolle der „aufreizenden“ Sekretärin Doralee Rhodes zu sehen. 2017 verkörperte sie im Musical Der Glöckner von Notre Dame die Rolle der Esmeralda und trat im Theater am Potsdamer Platz, im Theater des Westens und im Deutschen Theater München auf. Im selben Jahr war sie in einer Episode der Dokuserie Die Schnäppchenhäuser – Der Traum vom Eigenheim auf RTL II gemeinsam mit Thomas Klotz zu sehen. 2019 zog sie nach Houston im US-Bundesstaat Texas und wirkte in der Hauptrolle der Cassie im Stück A Chorus Line am Theatre Under the Stars mit.
Bowden lebt aktuell in New York City und tritt außerhalb des Schauspiels als Marathonläuferin in Erscheinung.

## Musicals (Auswahl)
- 2003–2004: Cats, Korean Big Top Tour
- 2004–2006: Dirty Dancing, Australien
- 2006–2007: Dirty Dancing, Aldwych Theatre, London
- 2007: Dirty Dancing, Royal Alexandra Theatre, Toronto
- 2007–2008: Miami Nights, Regie: Balga und Holtom, Europa, Tournee
- 2008–2010: Der Schuh des Manitu, Regie: Brouwer und Knechtges, Theater des Westens
- 2008–2013: Kiss Me, Kate, Regie: Kosky und Pichle, Komische Oper Berlin
- 2009–2010: Soap, Regie: D. Pabst/Rambaek, Chamäleon Theater
- 2010–2011: We Will Rock You, Regie: Renshaw und Phillips, Theater des Westens
- 2010–2011: We Will Rock You, Regie: Renshaw und Phillips, Apollo-Theater Stuttgart
- 2010–2012: Tanz der Vampire, Regie: Polanski und Callahan, Theater des Westens
- 2013: Orpheus in der Unterwelt, Regie: Kosky und Pichler, Komische Oper Berlin
- 2013: Cabaret, Regie: Hauer und Tölle, Zeltpalast Merzig
- 2013: Catch Me If You Can, Regie: Werner Sobotka, Wiener Kammerspiele
- 2013–2015: Ball im Savoy, Regie: Kosky und Pichler, Komische Oper
- 2014: Der helle Wahnsinn, Regie: Pabst, Wintergarten, Berlin
- 2014–2015: Clivia, Regie: Huber und Costello, Komische Oper Berlin
- 2014–2015: West Side Story, Regie: Kosky und Pichler, Komische Oper Berlin
- 2015: Flashdance, Regie: Davids und Winston, Theater St. Gallen
- 2015: Sally und Fred, Regie: Pabst und Tölle, Wintergarten, Berlin
- 2015: Seifenoper, Regie: Pabst/Rambaek, Wintergarten, Berlin
- 2015–2016: West Side Story, Regie: Wolff und Tölle, Opernhaus Wuppertal
- 2016: Cabaret, Regie: Heilmann, Theater Plauen-Zwickau
- 2016: A Chorus Line, Regie: Lee, Stadttheater Klagenfurt
- 2016: 9 to 5, Regie: Balga, Zeltpalast Merzig
- 2016: A Chorus Line, Regie: Lee, Hollywood Bowl
- 2017: Rock'n'Roll Debauchery, Regie: Campione / Lewter, The Out, Off-Broadway
- 2017: West Side Story, Regie: King, Theater St. Gallen
- 2017: Broadway Bares, Regie: Mitchell / Kenkel, Hammerstein Ballroom
- 2017: Der Glöckner von Notre Dame, Theater am Potsdamer Platz
- 2017: Der Glöckner von Notre Dame, Theater des Westens
- 2017: Der Glöckner von Notre Dame, Deutsches Theater München
- 2017: Märchen im Grandhotel, Regie: Kosky, Komische Oper Berlin
- 2019: A Chorus Line, Theatre Under the Stars